# Conradin (Name)
Conradin und Konradin sind Nebenformen der männlichen Vornamen Conrad und Konrad. Der Name tritt gelegentlich auch als Nachname auf.

## Namensträger

### Vorname
- Conradin Bonorand (1914–1996), Schweizer reformierter Pfarrer und Historiker
- Conradin Burga (* 1948), Schweizer Biogeograph, Professor für Physische Geographie
- Conradin Cathomen (* 1959), Schweizer Skirennfahrer
- Conradin Clavuot (* 1962), Schweizer Architekt
- Conradin Cramer (* 1979), Schweizer Jurist und Politiker (Liberal-Demokratische Partei LDP)
- Konradin Ferrari d’Occhieppo (1907–2007), österreichischer Astronom und Autor
- Conradin Flugi  (1787–1874), Schweizer Dichter der Romantik, der im rätoromanischen Idiom Puter schrieb
- Konradin Groth (* 1947), deutscher klassischer Trompeter
- Conradin Kreutzer (1780–1849), deutscher Musiker, Dirigent und Komponist
- Konradin Kunze (* 1977), deutscher Schauspieler, Regisseur und Autor
- Konradin Leiner (1965–1996), deutscher Autor und Philosoph
- Conradin Perner (* 1943), Schweizer Humanist und Forscher
- Conradin Riola (* 1667 oder 1670; † 1743), Schweizer reformierter Geistlicher und theologischer Schriftsteller
- Conradin Walther (1846–1910), deutscher Architekt und Hochschullehrer
- Konradin Westpfahl (1926–1994), deutscher Physiker
- Conradin Zschokke (1842–1918), Schweizer Bauingenieur und Bauunternehmer im Bereich Wasserbau

Zwischenname
- Peter Conradin von Planta (1815–1902), Schweizer Jurist, Journalist und Politiker
- Peter Conradin Romedi (1817–1899), Schweizer Jurist, Unternehmer und Politiker
- Peter Conradin Zumthor (* 1979), Schweizer Schlagzeuger und Perkussionist

### Nachname
- Christian Conradin (1875–1917), Schweizer Landschaftsmaler und Lithograf